# Municipio de Mariscala de Juárez
El municipio de Mariscala de Juárez es uno de los 570 municipios que conforman al estado mexicano de Oaxaca. Pertenece al distrito de Huajuapan, dentro de la región mixteca. Su cabecera municipal es la localidad de Mariscala de Juárez.

## Geografía
El municipio tiene una extensión territorial de 144.668 kilómetros cuadrados y se encuentra a una altitud promedio de 1 080 metros sobre el nivel del mar, siendo la mínima 1 000 y la máxima 1 800 metros sobre el nivel del mar.
Colinda al norte con el municipio de Fresnillo de Trujano, al noreste con el municipio de San Miguel Amatitlán, al este con el municipio de San Martín Zacatepec y el municipio de Santos Reyes Yucuná, al sureste los límites corresponden al municipio de San Marcos Arteaga, al sur al municipio de San Jorge Nuchita, al suroeste al municipio de Silacayoápam y el municipio de Guadalupe de Ramírez; al oeste al municipio de San Nicolás Hidalgo y el municipio de Santa Cruz Tacache de Mina, y al noroeste al municipio de San Juan Cieneguilla y al estado de Puebla, en particular con el municipio de Acatlán.

## Demografía
De acuerdo al último censo, realizado por el Instituto Nacional de Estadística y Geografía en 2010, en el municipio habitan 3 530 personas, de las que 1 690 son hombres y 1 840 son mujeres.
La densidad de población asciende a un total de 24.4 personas por kilómetro cuadrado.

### Localidades
El municipio se encuentra formado por doce localidades, las principales y su población de acuerdo al censo de 2010 son:
| Localidad              | Población (2010) |
| ---------------------- | ---------------- |
| Mariscala de Juárez    | 2 017            |
| Guadalupe la Huertilla | 416              |
| San Pedro Atoyac       | 407              |
| San Miguel Carrizal    | 200              |
| Santa cruz el fraile   | 138              |
| Guadalupe Copaltepec   | 112              |
| Total municipio        | 3 530            |

## Política
El gobierno del municipio de Mariscala de Juárez es electo mediante el principio de partidos políticos, con en la gran mayoría de los municipios de México. El gobierno le corresponde al ayuntamiento, conformado por el presidente municipal, un síndico y el cabildo integrado por tres regidores. Todos son electos mediante voto universal, directo y secreto para un periodo de tres años que pueden ser renovables para un periodo adicional inmediato.

### Subdivisión administrativa
La administración interior del municipio corresponde a los titulares de nueve comunidades, electos por un periodo de un año mediante procedimientos apegados al principio de usos y costumbres. Tiene una agencia municipal: Guadalupe la Huertilla.

### Representación legislativa
Para la elección de diputados locales al Congreso de Oaxaca y de diputados federales a la Cámara de Diputados federal, el municipio de Mariscala de Juárez se encuentra integrado en los siguientes distritos electorales:
Local:
- Distrito electoral local de 6 de Oaxaca con cabecera en Heroica Ciudad de Huajuapan de León.[4]

Federal:
- Distrito electoral federal 6 de Oaxaca con cabecera en Heroica Ciudad de Tlaxiaco.[5]